# Bad Cannstatt
Bad Cannstatt is een stadsdeel van Stuttgart in de Duitse deelstaat Baden-Württemberg. Tot 1 april 1905 was het een zelfstandige gemeente en werd daarna een deel van Stuttgart. Tot 23 juli 1933 heette de gemeente Cannstatt. Tot omstreeks 1900 was de schrijfwijze Kannstadt. Het is het oudste stadsdeel van Stuttgart en telt de meeste inwoners. Bad Cannstatt ligt langs beide zijden van de Neckar en werd ten tijde van de Romeinse tijd gesticht.

## Geboren
- Manfred Wörner (1934-1994), politicus en secretaris-generaal van de NAVO (1988-1994)